# Босански вилајет
Босански вилајет је бивша покрајина Османског царства. Основан је 1867. године након велике територијалне реорганизације османске државе. Званично је постојао све до аустроугарске анексије 1908. године, а фактички свега 11 година, до окупације 1878. Прије оснивања вилајета, највећи дио овог простора је припадао Босанском ејалету (пашалуку).

## Административна подјела
Босански вилајет је био подијељен на седам санџака:
- Босански санџак,
- Херцеговачки санџак,
- Зворнички санџак,
- Бихаћки санџак,
- Травнички санџак,
- Бањалучки санџак и
- Новопазарски санџак (до 1877. године, када је припојен Косовском вилајету).

## Границе
Од 1877. године границе овог вилајета се нису мијењале. У истим границама је Аустроугарска формирала своју провинцију (прво кондоминијум, а након анексије колонију) под називом Босна и Херцеговина. Босна и Херцеговина је у тим границама постојала и као привремена покрајина Краљевине СХС до 1922. године. Након Другог свјетског рата основана је Народна Република Босна и Херцеговина у оквиру Федеративне Народне Републике Југославије у приближно истим границама, с тим што је НРБиХ имала само један излаз на море, у општини Неум, а насељена мјеста Суторина и Крушевице су припале НР Црној Гори.

## Валије
- Шериф Осман-паша
- Сафвет-паша
- Акиф Мехмед-паша
- Мехмед Асим-паша
- Мехмед Рашид-паша
- Мустафа Асим-паша
- Дервиш Ибрахим-паша
- Ахмед Хамди-паша
- Реуф-паша
- Ибрахим-паша
- Мехмед Назиф -паша